# ジャミル・コリンズ
ジャミル・コリンズ（Jamilu Collins, 1994年8月5日 - ）は、ナイジェリア・カドゥナ出身のサッカー選手。ナイジェリア代表。ポジションはDF。

## クラブ歴
カドゥナに生まれ、アブジャ・フットボール・カレッジ・アカデミーでサッカーをしていた。2012年にHNKリエカにまとめ買いされたうちの一人である。
2013年8月にNKポモラツ1921に期限付き移籍、翌年はリエカのセカンドチームでプレーした。2015年5月に1+1年の契約延長をした。同年6月にNKクルカに期限付き移籍したが半年で復帰した。復帰翌月にHNKシベニクに期限付き移籍した。2016-17シーズンは2017年6月まで契約延長をしてNKイストラ1961に期限付き移籍したが、翌年2月にシベニクに移籍先が変更となった。
2017年9月6日に無所属の彼は3.リーガのSCパーダーボルン07のトライアルで合格し、2年契約を結んだ。移籍後初得点は2シーズン後のブンデスリーガ・FCバイエルン・ミュンヘン戦で、30m超のロングシュートであった。

## 代表歴
アンダー代表としては第41回トゥーロン国際大会のメンバーに入った経験がある。
代表初招集は2018年のアフリカネイションズカップ2019予選のセーシェル代表戦で、同年9月11日のリベリア代表との親善試合で代表初出場を記録した。